# Polystachya victoriae
Espèce
Synonymes
- Epiphorella victoriae (Kraenzl.) Mytnik & Szlach.[1]

Statut de conservation UICN

 CR A1c+2c : 
En danger critique
Polystachya victoriae est une espèce de plantes à fleurs de la famille des Orchidaceae (les orchidées) et du genre Polystachya, observée au Cameroun, en Côte d'Ivoire, au Gabon, en Guinée et en Guinée équatoriale.

## Étymologie
L'épithète spécifique victoriae fait référence à Victoria, le nom de l'actuelle ville de Limbé (région du Sud-Ouest) sous l'ère coloniale allemande.

## Écologie
Dans un premier temps, sur la foi des travaux de Stuart Cable et Martin Cheek (1998), elle est d'abord apparue comme en danger critique d'extinction (CR) sur la liste rouge de l'UICN. Cependant les données plus récentes en provenance du Gabon (Sosef, 2006), attestant de nombreuses localisations nouvelles, ont conduit à une évaluation moins pessimiste de type NT (near theatened, ou quasi menacée).